# Superbike-VM 2002
Superbike-VM 2002 kördes över tolv omgångar och 24 heat. Det blev en riktigt klassisk säsong mellan Colin Edwards och Troy Bayliss. Bayliss ledde överlägset efter halva säsongen, men Edwards avslutade med nio raka segrar och kom precis förbi. Bayliss fick se sig slagen med några få poäng.

## Delsegrare
| Datum        | Bana           | Vinnare       | Märke  | Vinnare       | Märke  |
| ------------ | -------------- | ------------- | ------ | ------------- | ------ |
| 10 mars      | Valencia       | Troy Bayliss  | Ducati | Troy Bayliss  | Ducati |
| 24 mars      | Phillip Island | Troy Bayliss  | Ducati | Troy Bayliss  | Ducati |
| 7 april      | Kyalami        | Troy Bayliss  | Ducati | Troy Bayliss  | Ducati |
| 21 april     | Sugo           | Colin Edwards | Honda  | Makoto Tamada | Honda  |
| 12 maj       | Monza          | Troy Bayliss  | Ducati | Troy Bayliss  | Ducati |
| 26 maj       | Silverstone    | Colin Edwards | Honda  | Troy Bayliss  | Ducati |
| 9 juni       | Lausitzring    | Troy Bayliss  | Ducati | Troy Bayliss  | Ducati |
| 23 juni      | Misano         | Troy Bayliss  | Ducati | Troy Bayliss  | Ducati |
| 14 juli      | Laguna Seca    | Troy Bayliss  | Ducati | Colin Edwards | Honda  |
| 28 juli      | Brands Hatch   | Colin Edwards | Honda  | Colin Edwards | Honda  |
| 1 september  | Oschersleben   | Colin Edwards | Honda  | Colin Edwards | Honda  |
| 8 september  | Assen          | Colin Edwards | Honda  | Colin Edwards | Honda  |
| 29 september | Imola          | Colin Edwards | Honda  | Colin Edwards | Honda  |

## Slutställning
| Plats | Förare              | Märke    | Poäng |
| ----- | ------------------- | -------- | ----- |
| 1     | Colin Edwards       | Honda    | 552   |
| 2     | Troy Bayliss        | Ducati   | 541   |
| 3     | Neil Hodgson        | Ducati   | 326   |
| 4     | Noriyuki Haga       | Aprilia  | 278   |
| 5     | Ben Bostrom         | Ducati   | 261   |
| 6     | Rubén Xaus          | Ducati   | 249   |
| 7     | James Toseland      | Ducati   | 191   |
| 8     | Pierfrancesco Chili | Ducati   | 167   |
| 9     | Chris Walker        | Kawasaki | 152   |
| 10    | Gregorio Lavilla    | Suzuki   | 130   |